# Gilbert Agius
Gilbert Agius, född 21 februari 1974 i Valletta, är en maltesisk fotbollstränare och före detta spelare, som sedan 2014 är assisterande tränare i moderklubben Valletta FC. Han spelade nästan hela sin karriär i Valletta där han vann ligan 8 gånger och cupen 8 gånger. Han blev även utsedd till årets spelare på Malta vid tre tillfällen. Agius har rekordet för flest spelade matcher i Maltas landslag med 119 landskamper.

## Meriter
Valletta
- Maltese Premier League: 1992, 1997, 1998, 1999, 2001, 2008, 2011, 2012
- Maltese FA Trophy: 1991, 1995, 1996, 1997, 1998, 1999, 2001, 2010
- Maltese Super Cup: 1995, 1997, 1998, 1999, 2001, 2008, 2011